# فیلیپین مشترک‌المنافع
فیلیپین مشترک‌المنافع در طی دوره میان‌دوجنگ و جنگ جهانی دوم، به غیر از سال‌های ۱۹۴۲ تا ۱۹۴۵ که فیلیپین تحت اشغال کشور ژاپن درآمد و دولت در تبعید مشترک‌المنافع فیلیپین به استرالیا نقل مکان کرد، ارگان اداری حاکم فیلیپین بود.